# Virginia Argueta
Pour les articles homonymes, voir Argueta et Hernández.
Virginia Alejandra Argueta Hernández (née le 13 octobre 1994) est une mannequin guatémaltèque et titulaire du titre du concours de beauté de Miss Guatemala 2016 et la sélection Miss Univers Guatemala 2016. Elle représente le Guatemala à Miss Univers 2016 à Manille, aux Philippines, mais n'atteint pas le top 14. Elle remporte la sélection Miss Monde Guatemala 2017 et représente le Guatemala à Miss Monde 2017 à Sanya, en Chine.

## Biographie
Elle participe à des événements de beauté nationaux et internationaux en tant que Miss Univers Guatemala, depuis son couronnement en 2016.
Après avoir participé à Miss Univers, Argueta prend part à la Fashion Week de Los Angeles, Arts Hearts Fashion, en 2017.